# Antonius Maria Claret
Antonius Maria Claret y Clará (katalanisch Antoni Maria Claret i Clarà, spanisch Antonio María Claret y Clará; * 23. Dezember 1807 in Sallent, Katalonien, Spanien; † 24. Oktober 1870 in Fontfroide, Frankreich) war ein heiliggesprochener spanischer Geistlicher und Ordensgründer. Von 1850 bis 1859 amtierte er als Erzbischof von Kuba.

## Leben

### Jugend
Claret stammte aus einer Weberfamilie. Mit zwölf Jahren äußerte er erstmals den Wunsch, Priester zu werden. Doch die privaten Lateinstudien wurden bald von der Ausbildung als Weber zuhause und in Barcelona verdrängt.

### Ausbildung zum Priester
Nach einigen bedrängenden Erfahrungen wollte Claret Priester werden und in eine Kartause gehen. Immer wieder wurde er jetzt von Visionen und Eingebungen geleitet, bis er dann nach dem Studium im Priesterseminar in Vic am 13. Juni 1835, zur Zeit der Carlistenkriege in Solsona in den Pyrenäen zum Priester geweiht wurde. Er wurde Pfarrverweser seiner Heimatgemeinde, in einer Zeit, als überall Priester und Bischöfe verfolgt und vertrieben wurden.

### Volksmissionar
Nach Exerzitien in Rom wollte er den Jesuiten beitreten, wegen einer Krankheit musste er aber das Noviziat wieder verlassen. Zurück in Spanien begann er bald erfolgreich mit Volksmissionen, die nun zu seiner zentralen Aufgabe wurden. Wegen Verfolgungen musste er aber auch hier immer wieder zurückstecken. Von 1843 bis 1847 durchwanderte er dann predigend ganz Katalonien. Wegen neuer Verfolgungen verlagerte er 1848 seine Tätigkeit nach Gran Canaria, wo er in fast jeder Gemeinde Volksmissionen hielt.

### Ordensgründung
1849 kehrte er nach Katalonien zurück. Da ihm die Arbeit zu viel wurde, gründete er mit fünf gleichgesinnten Priestern die Gemeinschaft der Söhne des unbefleckten Herzens Mariens (Lateinisch: Cordis Mariae Filii, Abkürzung CMF). Dieser Orden wird heute allgemein als Claretiner bezeichnet. 1850, kurz nach seiner Ernennung zum Erzbischof von Kuba, gründete er die Töchter des unbefleckten Herzens Mariens als Säkularinstitut, 1855 schließlich die Missionarinnen vom unbefleckten Herz Mariens (Claretinerinnen).

### Bischof von Kuba
Im August 1849 wurde Claret zum Bischof von Santiago de Cuba ernannt. Der Bischof von Vic, Llucià Casadevall i Duran, spendete ihm am 6. Oktober 1850 im Dom zu Vic die Bischofsweihe. Mitkonsekratoren waren der Bischof von Barcelona, José Domingo Costa y Borrás, und der Bischof von Girona, Florencio Llorente y Montón.
Im Februar 1851 traf er in Kuba ein, wo er wieder die Volksmissionen förderte, die Diözese ausbaute und selbst mehrfach in alle Orte reiste. Gleichzeitig kümmerte er sich auch um soziale Probleme und schuf zum Beispiel Genossenschaften und Sparkassen. Er kämpfte auch gegen Sklaverei und Rassismus, was ihm Hass und Verfolgung einbrachte. Bei einem Attentat 1856 wurde er sogar lebensgefährlich verletzt. Nach seiner Emeritierung wurde er 1860 zum Titularerzbischof von Traianopolis in Rhodope ernannt.

### Am spanischen Hof
1857 wurde Claret nach Madrid zurückgerufen an den Spanischen Hof. Er wurde Beichtvater der spanischen Königin Isabella II. (Herrscherin von 1833 bis 1870) und Erzieher der Königskinder. Daneben wirkte er in vielfältiger Weise missionarisch in Madrid. Er war außerdem zuständig für die Ernennung der spanischen Bischöfe, gleichzeitig förderte er in vielfältiger Weise die Gründung neuer Orden und Gemeinschaften. Wegen seiner vielen Aktivitäten war er wieder häufigen Angriffen und Anfeindungen ausgesetzt.

### Erstes Vatikanisches Konzil
1868 musste Isabella II. aus Spanien fliehen, begleitet auch von Bischof Claret. Dieser reiste dann aber nach Rom, wo er an den Vorbereitungen zum Ersten Vatikanischen Konzil teilnahm. Er war ein starker Verfechter der Unfehlbarkeit des Papstes und hielt trotz angeschlagener Gesundheit auf dem Konzil noch eine Rede zur Verteidigung dieser Lehre.

### Tod
Kurz danach reiste Claret zurück nach Südfrankreich zu den Claretinern in Prades. Die spanische Revolutionsregierung verlangte seine Auslieferung. Auf der Flucht vor den Soldaten suchte Claret Zuflucht im Zisterzienserkloster Fontfroide. Am 24. Oktober 1870 starb er hier. Seine Gebeine wurden 1897 nach Vic überführt.

## Heiligsprechung
Am 25. Februar 1934 wurde er von Papst Pius XI. seliggesprochen. Papst Pius XII. sprach ihn am 7. Mai 1950 heilig. Die katholische Kirche feiert sein Fest am 24. Oktober. Die Kirche St. Claret-Ziegelhof (Wien) trägt seinen Namen.